# Eophrixus lysmatae
Eophrixus lysmatae är en kräftdjursart som beskrevs av Caroli 1930. Eophrixus lysmatae ingår i släktet Eophrixus och familjen Bopyridae. Inga underarter finns listade i Catalogue of Life.